# Giovanni Rocca
Pour les articles homonymes, voir Rocca.
Le comte Giovanni Rocca, aussi appelé Giovanni della Rocca, né à Reggio d'Émilie le 20 octobre 1788 et mort dans la même ville le 1er février 1858, est un graveur et peintre néoclassique italien du XIXe siècle, spécialisé dans les scènes de genre.

## Biographie
Giovanni Rocca naît à Reggio d'Émilie en 1788. Il suit des cours sous Francesco Rosaspina et enseigne plus tard à l'école des beaux-arts de Reggio. Il gravait au burin.

## Œuvres
Liste non-exhaustive de ses œuvres :